# Sindre Ek
Sindre Ek (Oslo, 29 marzo 1990) è un giocatore di calcio a 5 e calciatore norvegese, pivot e attaccante svincolato.

## Carriera

### Club
Ek veste la maglia del KFUM Oslo dal 2001 e, da quando gioca per la prima squadra, conta 67 presenze e 13 reti. Gioca anche per la squadra di calcio a 5 dello stesso club, con cui si aggiudicò la vittoria finale nel campionato 2009-2010 e per cui disputò la UEFA Futsal Cup 2010-2011.